# Форт Бхимгарх
Форт Бхимгарх — форт, также известный как Форт Риаси, недалеко от Риаси, города расположенного приблизительно в 64 км к северо-западу от Джамму. Форт расположен на холме высотой около 150 метров. Первоначально, форт был глинобитным, но потом один из наследников Мараджа Ришипал Рана, основателя Риаси, перестроил его в камне. Он использовался, как убежище царской семьи во время чрезвычайных обстоятельств.
Ремонт форта осуществил Гулаб Сингх в 1817—1841 годах. К форту пристроили новую стену длиной в 50 метров и толщиной в метр, также перестроили ворота. Главные ворота сделаны из камня и покрыты раджастханской резьбой. В форте установлены статуи Махакали и Ханумана.
В форте есть храм, бассейн, жилые комнаты, оружейная и сокровищница. После смерти Гулаба Сингха, его наследники Ранбир Сингх и Пратап Сингх использовали форт, как арсенал и казну. При махарадже Хари Сингхе (Махараджа с 1925 года) Британский Министр распорядился убрать из форта сокровища и оружие.
В 1989 правительство штата Джамму и Кашмир передало форт археологическому департаменту. В 1990 форт был отремонтирован. Вокруг форта разбили сад и построили новую дорогу. Теперь форт открыт для посетителей и является городской достопримечательностью.